# Netzwerkorganisation
Die Netzwerkorganisation ist eine Form der Aufbauorganisation in der betriebswirtschaftlichen Organisationslehre. Sie ist eine Möglichkeit, Zuständigkeiten und Verantwortlichkeiten in einer Organisation zu verteilen.
Die Netzwerkorganisation kann als „Organisation mit relativ autonomen Mitgliedern, die langfristig durch gemeinsame Ziele miteinander verbunden sind und koordiniert zusammenarbeiten“, beschrieben werden. Die Mitglieder der Netzwerkorganisation können Einzelpersonen, Gruppen oder Institutionen sein.
Sofern Unternehmen sich auf diese Weise organisieren, spricht man von Unternehmensnetzwerken. Dieser Begriff bezeichnet eine auf die Erreichung von Vorteilen im Wettbewerb zielende Organisationsform ökonomischer Aktivitäten, die durch mittelfristig stabile, kooperative Beziehungen zwischen meist abhängigen, rechtlich jedoch selbständigen Unternehmen gekennzeichnet ist.

## Merkmale
Die Netzwerkorganisation ist ein Mehrliniensystem mit hohem Grad an Dezentralisierung.
Der hohe Grad an Dezentralisierung entsteht dadurch, dass jede Stelle mehreren Instanzen unterstellt sein kann.
Die Aufgabengliederung kann bei dieser Organisationsform entweder objektorientiert, das heißt nach Zielobjekten strukturiert, oder verrichtungsorientiert, das heißt nach Funktionsbereichen strukturiert, sein.
Wichtige Voraussetzungen für das Funktionieren von Netzwerken sind die Formulierung klarer Ziele und die Kommunikation dieser Ziele. Wegen der hohen Dezentralisierung ist auch die Abstimmung der von der Organisation gesetzten Aktivitäten notwendig. Entscheidend ist, dass die beteiligten Mitglieder ein übergeordnetes, gemeinsames Ziel verfolgen.

## Formen
Netzwerkorganisationen können sowohl zur Abstimmung von unternehmensinternen Aktivitäten als auch zur Regulierung von unternehmensübergreifenden Beziehungen eingesetzt werden. Je nachdem wird zwischen internen und externen Netzwerken unterschieden:

### Interne Netzwerke
Interne oder intraorganisationale Netzwerke bestehen aus Mitgliedern einer Organisation, die in intensiven sowohl horizontalen als auch vertikalen Beziehungen zueinander stehen. Interne Netzwerke sind vor allem durch kollegiale Beziehungen zwischen gleichrangigen Fachkräften und partnerschaftliche Zusammenarbeit charakterisiert. Sie beruhen in erster Linie auf persönlichen Kontakten. Derartige Netzwerke ergänzen oder überlagern die vorhandene Organisationsstruktur und sind deshalb der Sekundärorganisation zuzuordnen.

### Externe Netzwerke
Externe oder interorganisationale Netzwerke, auf der anderen Seite, bestehen aus mehreren rechtlich und wirtschaftlich eigenständigen Unternehmen. Gegenstand derartiger Kooperationen kann der gesamte Prozess der Entwicklung, Herstellung und Vermarktung von Produkten und Dienstleistungen sein. Die Zusammenarbeit kann sich jedoch auch auf nur eine oder wenige Funktionen beziehen, so dass die kooperierenden Unternehmen bezüglich anderer Funktionsbereiche weiterhin zueinander im Wettbewerb stehen. Dadurch sollen Synergieeffekte oder Wettbewerbsvorteile erreicht werden, die ohne Kooperation aufgrund fehlender Ressourcen nicht möglich wären.
Zur Typologisierung der unterschiedlichen Formen interorganisationaler Netzwerke können eine Fülle unterschiedlicher Kriterien herangezogen werden. Beispiele für Unterscheidungskriterien sind: die Art der Interdependenz (ob komplementär oder kommensalistisch), der Beziehungsgrad (direkter oder indirekter Austausch), die Beziehungsrichtung (horizontal oder vertikal – aus unterschiedlichen Umfeldern oder einer Wertschöpfungskette folgend) und die räumliche Verteilung der vernetzten Organisationen (regional, international oder global).
Wenn die Netzwerkpartner gemeinsam eine übergeordnete Strategie verfolgen, so wird auch von strategischen Netzwerken gesprochen. Diese unterscheiden sich von anderen Netzwerken vor allem dadurch, dass sie hierarchisch organisiert sind und von einem oder mehreren Kooperationspartnern die strategische Führung übernommen wird (z. B. Marktentscheidungen werden hauptsächlich von einem Unternehmen getroffen, Beispiel: Hollow Organization).
Ein kooperatives Netzwerk lässt dagegen keine einheitliche Strategie erkennen. Als Beispiele seien hier eine Rationalisierungsgemeinschaft resp. ein zweckbegrenztes Rationalisierungskartell genannt.
Zu den unterschiedlichen Ausprägungen der externen Netzwerke zählen u. a. Joint Ventures und Unternehmenskartelle. Variationen aus neuerer Zeit sind Subunternehmen, die Virtuelle Organisation und das Franchising.
Ferner ist zwischen dynamischen und stabilen Netzwerken zu unterscheiden.
Nicht selten werden Unternehmensnetzwerke heute online realisiert. So genannte B2B-Netzwerke (Business-to-Business-Netzwerke) bieten geschlossenen oder halb-offenen Benutzergruppen vielfältige Möglichkeiten, ihre wirtschaftlichen Interessen zu verfolgen.
Ein Beispiel für solch ein Netzwerk ist das Open Business Network.

### Regionale Netzwerke
Kennzeichnend für regionale Netzwerke ist ihr gemeinsames soziales Milieu, das sich in einem ähnlichen Verständnis von Kooperation, Kommunikation und dem Umgang mit Konflikten äußert. Eine Bedingung für die Leistungsfähigkeit bzw. ein Vorteil dieser Netzwerke ist dabei das Zusammenfließen von Gesellschaft und Unternehmen der Region. Innerhalb der Netzwerke gibt es einen intensiven Austausch von materiellen Gütern, aber vor allem auch von Information und Wissen (Know-how). Das bedeutet jedoch nicht, dass Kooperation auf allen Ebenen stattfindet. Der natürlich existierende Wettbewerb bezieht sich jedoch nicht auf den Preis von Gütern oder Dienstleistungen, sondern betrifft Bereiche die eine eigene „distinkte Kompetenz“ eines Unternehmens ausmachen, wie z. B. Forschung und Design. Kooperation findet vor allem in hoch standardisierten Abläufen wie Buchhaltung und Mitarbeiterschulungen statt. Hier können die Unternehmen innerhalb des Netzwerks Transaktionskosten senken wie sonst innerhalb einer Organisation. Dadurch wird es möglich die scheinbare Unvereinbarkeit von Wettbewerb und Kooperation innerhalb des Netzwerks auszubalancieren.

## Vorteile
Durch die Netzwerkorganisation können Synergieeffekte und Wettbewerbsvorteile erzielt werden. Die Beteiligten haben durch die Netzwerkorganisation eine Stellung, die ohne die Zusammenarbeit nicht erreichbar wäre.
Weitere Vorteile sind der verbesserte Zugang zu Know-how und Informationen, da diese unter Netzwerkpartnern geteilt werden können.
Netzwerke weisen des Weiteren eine verbesserte Flexibilität auf.

## Nachteile
Nachteilig kann auf der anderen Seite der vermehrte Koordinations- und Kommunikationsaufwand, der durch die Abstimmung zwischen mehreren Beteiligten notwendig ist, sein. Bei mangelhafter Abstimmung zwischen den Netzwerkpartnern kann es zu Mehrfachausführungen bestimmter Aktivitäten und Mehrfacherfassungen von Informationen kommen – dies ist mit Zeitverzögernissen und nicht notwendigem Ressourceneinsatz verbunden.
Die Vertrauensbildung zu zukünftigen Netzwerkpartnern kann sich ebenfalls schwierig gestalten.

## Anwendungsgebiete
Die Netzwerkorganisation findet besonders bei Unternehmen mit hoher Spezialisierung, bei Klein- und Mittelbetrieben und bei international tätigen Unternehmen Anwendung. Der Grund dafür ist, dass einerseits Klein- und Mittelbetriebe durch die Netzwerkorganisation und den Zugriff auf externe Ressourcen mehr Wettbewerbsfähigkeit erlangen, andererseits können international tätige Unternehmen dadurch flexibler handeln.
Die Netzwerkorganisation kann – allgemein gesprochen – überall dort gut eingesetzt werden, wo Anpassungsfähigkeit wichtig ist.